# Mägiotsa
Mägiotsa (Duits: Katharinenhof of Catharinenhof) is een plaats in de Estlandse gemeente Räpina, provincie Põlvamaa. De plaats heeft de status van dorp (Estisch: küla) en telt 51 inwoners (2021).

## Geschiedenis
Bij Mägiotsa ligt een lage heuvel (6 m hoog) waarop omstreeks het jaar 1000 een fort lag. De heuvel wordt Kureküla linnamägi (‘burchtheuvel van Kureküla’) genoemd, naar een verdwenen dorp Kureküla. Er zijn geen bijzondere archeologische vondsten gedaan.
Mägiotsa werd in 1627 voor het eerst genoemd onder de naam Mogetz, een nederzetting op het landgoed van Räpina.
In het begin van de 19e eeuw verdween het dorp. De Duitse naam Katharinenhof bleef bestaan als naam van een veehouderij op het landgoed van Räpina. Toen het landgoed in 1920 was opgedeeld in kleine kavels, ontstond toch weer een nederzetting Mägiotsa op het voormalige landgoed. In 1977 werd het buurdorp Kureküla (Võro: Kurõkülä) bij Mägiotsa gevoegd.
Kureküla had een dorpsschool vanaf het midden van de 19e eeuw tot in de jaren twintig van de 20e eeuw.